# Фатеев, Андрей Михайлович
Андрей Михайлович Фатеев (1824—1865) — русский писатель

, публицист и мемуарист, знаток военного быта.

## Биография
Родился в дворянской семье, рано осиротел, воспитывался дядей. Окончил частную гимназию с проживанием в пансионате. С 1843 года юнкер Волынского уланского полка, с 1846 года корнет Мариупольского гусарского полка, с 1848 года поручик. Участвовал в подавлении Венгерского восстания 1848—1849 гг. Во время Крымской войны адъютант 2-й бригады 3-й лёгкой кавалерийской дивизии, награждён бронзовой медалью на Андреевской ленте. С 1857 года штабс-ротмистр, в 1860 году уволен по болезни.
Под конец своей жизни Андрей Михайлович Фатеев, вследствие расстроенного здоровья, перешел в гражданскую службу; был секретарем Московского почтамта.
В Москве вращался в литературных, особенно славянофильских кружках; его первые очерки, «День сдачи венгров» и «Рассказы отставного солдата о венгерском походе», были напечатаны в «Русской беседе», «Парусе» и «Дне».
В «Современнике» 1860-х гг. печатались его «Мелочи военного быта», а во «Времени», «Библиотеке для чтения», «Эпохе» и др. изданиях — рассказы «Кавалерийская конюшня», «Переселенец», «Ералаш» и другие произведения, в которых он талантливо передавал поэзию бивачной жизни, её свет и тень и быт кавалеристов.